# Corticarina kekenboschi
Corticarina kekenboschi là một loài bọ cánh cứng trong họ Latridiidae. Loài này được Dajoz miêu tả khoa học năm 1970.